# Echinopora ashmorensis
Espèce
Statut CITES
Echinopora ashmorensis est une espèce de coraux appartenant à la famille des Merulinidae ou la famille Faviidae.